# Francisco Flores
Francisco Guillermo Flores Pérez (Santa Ana, 17 de octubre de 1959-San Salvador, 30 de enero de 2016) fue un politólogo, filósofo y político salvadoreño que se desempeñó como presidente de la República de El Salvador desde el 1 de junio de 1999 hasta el 1 de junio de 2004 así como expresidente honorario del partido derechista Alianza Republicana Nacionalista.
Flores nació en Santa Ana. Ingresó a la política en el gobierno de Alfredo Cristiani, desempeñando diversos cargos hasta su elección a la Asamblea Legislativa, de la que asumió la presidencia después de tres años.  Se postuló con éxito a la presidencia en 1999. Su administración se caracterizó por un estrecho alineamiento con los Estados Unidos, incluida la adopción del dólar estadounidense.
Se encontraba al momento de su muerte bajo arresto domiciliario implementado en mayo de 2014 debido a la desaparición de millonarios donativos hechos por la República de China (Taiwán) durante su periodo como Presidente de la República y como candidato presidencial, durante la presidencia de Chen Shui-Bian quien fuera acusado de actos de corrupción.

## Inicios en la política
Nació en Santa Ana, el 17 de octubre de 1959, en el seno de una acomodada familia mestiza conservadora. Estudió en la Escuela Americana de El Salvador y luego filosofía en el Amherst College en Massachusetts, Estados Unidos, y ciencias políticas en la universidad de World University. Además de estudios de filosofía oriental en la India con el pensamiento propio del hinduismo.
Ingresó en el mundo político después del asesinato de su suegro José Antonio Rodríguez Porth, el Secretario Privado de la Presidencia de la República en el gobierno de Alfredo Cristiani (1989-1994).
Empezó exitosamente su carrera política en el partido político ARENA como ministro de Planificación. Después como viceministro de la presidencia de la República con funciones como asesor del jefe de Estado, y dirigió el Plan de Acción Gubernamental para ejecutar los Acuerdos de Paz del 16 de enero de 1992 que acabaron con la lucha armada entre el FMLN y el Gobierno de El Salvador.
En las elecciones generales del 20 de marzo de 1994 para Presidente de la República, diputados y miembros de concejos municipales, Flores fue elegido Diputado para la Asamblea Legislativa y el entonces presidente Armando Calderón Sol, lo eligió Secretario de Información de la Presidencia de la República.

## Presidencia (1999-2004)

### Candidatura
El 29 de marzo de 1998, ARENA anunció que Flores sería su candidato para las elecciones presidenciales del 7 de marzo de 1999. El 1 de junio de 1999, a la edad de 39 años (hasta ese momento, era el jefe de Estado más joven de El Salvador, posteriormente sería igualado por su sucesor, Elías Antonio Saca quien también resultara electo como presidente de la República a los 39 años), Flores fue nombrado presidente de la República de El Salvador, siendo el tercero del partido ARENA que consigue el cargo de forma consecutiva, sucediendo a su correligionario Armando Calderón Sol.

### Política económica
Flores Pérez destacó por su fidelidad en la aplicación del modelo neoliberal, cambió la moneda de curso legal del país el colón salvadoreño por el dólar estadounidense como moneda de cambio el 2 de enero de 2001, por medio de la Ley de Integración Monetaria (promovida por su gobierno y aprobada por la Asamblea Legislativa en noviembre de 2000), que implicaba el proceso de dolarización de todas las transacciones económicas y financieras en un plazo de seis meses.

### Criminalidad
Su mandato estuvo marcado por un aumento sin precedentes de la tasa de homicidios, que se duplicó entre 2002 y 2006.

### Política internacional
El 13 de enero y 13 de febrero de 2001, tuvo que enfrentar las catástrofes provocadas por dos terremotos que afectaron más que todo el departamento de La Libertad. Muchos salvadoreños en Estados Unidos viviendo ilegalmente, fueron entonces beneficiados con un permiso de trabajo temporal el cual fue otorgado por el presidente de Estados Unidos. Se estima que fueron 250,000 salvadoreños los beneficiados por el Estatus de Protección Temporal (TPS por sus siglas en inglés). El presidente George W. Bush dijo luego de los terremotos de 2001 en su discurso ante el presidente Flores, que él era su amigo, y que por eso también todos los salvadoreños eran sus amigos. El presidente Flores respondió que agradecía al mandatario estadounidense por el gesto de amistad desinteresado hacia los salvadoreños en Estados Unidos, ya que El Salvador no cuenta con riquezas naturales sino solamente con su buena mano trabajadora de los salvadoreños.

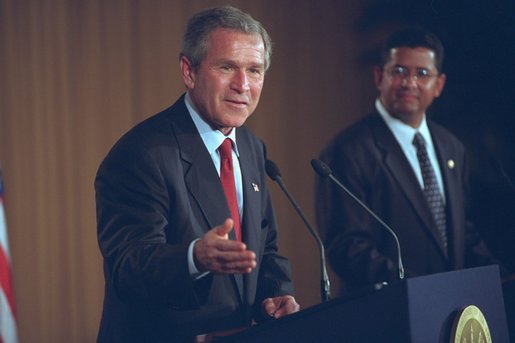
El presidente George W. Bush y el presidente de El Salvador, Francisco Flores, celebran una conferencia de prensa conjunta.

El gobierno de Flores destacó por el apoyo a la ocupación de Irak por parte de Estados Unidos y el envío de tropas salvadoreñas, siendo el país latinoamericano que más apoyo político y militar brindó al gobierno estadounidense, y también fue de los pocos mandatarios que reconoció el gobierno de facto de Pedro Carmona en Venezuela. Otro miembro de su partido, Elías Antonio Saca, le sustituyó en la Presidencia de la República el 1 de junio de 2004.
Un punto relevante en el actuar de Flores que se recuerda es la ocasión en la Cumbre de Presidentes en la República de Panamá, cuando Flores, acusó de manera directa, a Fidel Castro, de haber participado cruentamente en la guerra civil que tuviera El Salvador durante doce años. Castro respondió acusando a Flores de brindar protección en territorio salvadoreño al exiliado cubano Luis Posada Carriles y dijo que el gobierno cubano había apoyado al FMLN durante el conflicto armado en El Salvador. El enfrentamiento Flores-Castro, en esa cumbre, le dio al presidente salvadoreño un apoyo decidido por parte de los Estados Unidos. En cuanto a la población de El Salvador, la actuación del presidente Flores en la cumbre, fue juzgada en forma dividida por opositores y partidarios.

## Trayectoria política posterior
Después de su período de gobierno, y teniendo en su haber el beneplácito del presidente de Estados Unidos, George W. Bush, y con el apoyo del gobierno en funciones de su país, presidido por Saca, Flores presentó la candidatura para optar por el cargo de secretario general de la OEA cuyo rivales serían el mexicano Luis Ernesto Derbez y el chileno José Miguel Insulza, pero al evidenciarse el escaso apoyo por una mayoría necesaria de los países miembros, optó por deponer su candidatura. Después empezó a dirigir la "Fundación Internacional para la Libertad" con sede en Estados Unidos y cuyo presidente es el escritor peruano Mario Vargas Llosa, y su fin sería "luchar" contra la ideología marxista-leninista en América Latina.
Era el principal asesor político de la campaña electoral del candidato por el partido ARENA, el alcalde de San Salvador Norman Quijano, hasta su separación dos días antes de la primera vuelta de las elecciones presidenciales de 2014.
En octubre de 2021, su nombre fue mencionado en los Papeles de Pandora. Fue beneficiario de varias sociedades creadas en Panamá en 2005 y en las Islas Vírgenes Británicas en 2006.

## Proceso judicial

### Investigación
A finales del año 2013, la Fiscalía General de la República de El Salvador inició una investigación para desvelar si existían nexos entre Francisco Flores y un caso de supuesto peculado y negociaciones ilícitas en el que se relacionaba la empresa italiana ENEL y la Comisión Ejecutiva Hidroeléctrica del Río Lempa (CEL), por lo que se abrió un expediente para él, y se realizaron rastreos bancarios y si bien no se encontraron pagos de la empresa ENEL, sí se hallaron transferencias que la Embajada de Taiwán en El Salvador había realizado en un banco estadounidense, además se reporta la existencia de un Reporte de Operación Sospechosa del International Bank of Miami.
Con esta información, a inicios de septiembre de 2013, la Fiscalía detalló en un informe que Francisco Flores recibió tres cheques (por 4, 5 y 1 millones de dólares), el Reporte de Operación Sospechosa fue realizado por el International Bank of Miami debido a que la justificación para la operación era el financiamiento de su campaña política, hecho que levantó sospechas puesto que en El Salvador no existe reelección presidencial, además el destino del dinero era a un banco de Bahamas, un reconocido paraíso fiscal.
La Unidad de Investigación Financiera de la Fiscalía de El Salvador realizó una solicitud al Departamento de Estado de los Estados Unidos, en la cual solicitaban que se investigara un inmueble en North Miami Beach, Florida, propiedad de la familia del expresidente Flores, además de información sobre el «América Libre Institute», un tanque de pensamiento compuesto fundado por Francisco Flores y cuya junta directiva está compuesta por múltiples políticos y empresarios salvadoreños como Juan José Daboub, José Ángel Quirós, Miguel Ángel Simán, Rafael Barraza y Arnoldo Jiménez.
El caso ganó notoriedad cuando en noviembre de 2013, Mauricio Funes, presidente de El Salvador en ese momento hizo público en su programa radial, que tenía una copia del documento en el que se investigaba a Francisco Flores, hecho que fue señalado por numerosos miembros de ARENA como una persecución política, posteriormente Flores fue citado por la Asamblea Legislativa de El Salvador para responder una serie de preguntas al respecto, Francisco Flores aceptó asistir a las dos primeras comparecencias, pero se rehusó a asistir a la tercera, por lo que la Asamblea decidió convocarlo por apremio y solicitó a la Policía Nacional Civil de El Salvador ubicar al expresidente. Flores justificó su inasistencia al acusar a la comisión de imputarlo delitos cuando no es una de sus potestades,
Debido a la negativa de Flores en asistir y a la imposibilidad de la policía para localizarlo, la Asamblea decidió realizar un informe para enviarlo a la Fiscalía General de la República, en dicho informe se resaltan seis delitos que potencialmente Francisco Flores pudo haber cometido y alrededor de $95 millones de dólares que pudieron ser utilizados irregularmente.

### Acusación
El jueves 1 de mayo de 2014, la Fiscalía General de la República de El Salvador, lo acusa formalmente bajo los delitos de peculado, enriquecimiento ilícito y desobediencia a la autoridad; además, solicitó la orden de captura contra el exfuncionario.

### Notificación roja de INTERPOL
La mañana del viernes 9 de mayo de 2014, la INTERPOL coloca en su sitio web la difusión roja del expresidente Flores, para proceder a su captura en los 190 países asociados a esta organización.

### Arresto domiciliario
Francisco Flores se presentó voluntariamente en la mañana del viernes 5 de septiembre de 2014 a los tribunales de San Salvador en compañía de sus abogados.
Luego de celebrada la audiencia especial, el juez Levis Italmir Orellana decretó arresto domiciliario mientras continuaban las investigaciones, decisión que fue duramente criticada por algunos funcionarios salvadoreños.

### Detención
Finalmente, el viernes 19 de septiembre de 2014, un día notorio en la historia de El Salvador, Francisco Flores fue trasladado a bartolinas de la División Antinarcóticos de la Policía Nacional Civil (DAN) luego de que La Cámara 1° de lo Penal revocará el arresto domiciliario contra el expresidente.

### Complicación médica
El jueves 30 de octubre de 2014, es trasladado desde las bartolinas de la División de Antinarcóticos a un hospital privado debido a un cuadro de trombosis en su pierna derecha, lo cual, supone el riesgo de una muerte eminente, causa de una embolia pulmonar o un paro cardíaco, aunque en un primer momento, las autoridades policiales habían manejado la información de enviarlo al Hospital Nacional Rosales, hecho que no fue posible por decisión del juez, Levis Italmir Orellana.

### Regreso al arresto domiciliario
El lunes 24 de noviembre de 2014, el Juzgado Primero de Instrucción de San Salvador concedió a Flores regresar a su domicilio hasta que finalice el proceso en su contra.

### Detención por segunda vez
El jueves 3 de diciembre de 2015, el expresidente Francisco Flores fue enviado por orden del Juzgado Séptimo de Instrucción a las bartolinas de la División de Antinarcóticos de la Policía Nacional Civil (DAN) por los delitos de peculado y enriquecimiento ilícito; pero una Cámara de lo Penal revocó la detención[cita requerida], regresando al arresto domiciliario y pasando a vista pública,  la cual se llevaría a cabo el 18 de enero de 2016.
En octubre de 2021, su nombre fue mencionado en los Papeles de Pandora. Fue beneficiario de varias empresas creadas en Panamá en 2005 y en las Islas Vírgenes Británicas en 2006.

## Muerte
El 24 de enero de 2016 el expresidente fue internado en el Hospital de la Mujer donde fue operado de emergencia, después de sufrir un derrame cerebral a causa de una obstrucción arterial. Los doctores le diagnosticaron un coágulo de sangre en una arteria que le inmovilizó la parte derecha del cuerpo y lo mantuvo sin respuesta a estímulos. A raíz de la obstrucción, Flores sufrió un derrame y un paro cardíaco. El expresidente permaneció en estado de coma y conectado a un respirador. Luego de estar hospitalizado durante seis días, murió a las 21:50 del 30 de enero de 2016 a causa de un accidente cerebrovascular isquémico.